# Will Leeuwens
Willibrordus Joseph (Will) Leeuwens (vooral bekend als Will Leewens) (Den Haag, 20 maart 1923 – aldaar, 16 april 1986) was een Nederlands kunstschilder en beeldhouwer.
Zijn stijl werd onder anderen beïnvloed door Georges Braque en Joan Miró. Hij signeerde zijn werk met Will Leewens of nog korter: Will. Zijn werk wordt gerekend tot de kunststroming de Nieuwe Haagse School.

## Biografie
Leeuwens leerde op jonge leeftijd tekenen van zijn zwager Jan Roëde en later van o.a. Willem Hussem en Willem Schrofer. Leeuwens raakte geïnspireerd door het werk van Picasso en Matisse en begon met het schilderen van kleurrijke abstracte composities. In 1946 werd hij kortstondig lid, op uitnodiging van Willy Broers, van Vrij Beelden en nam hij deel aan enkele exposities. Het meest actief was hij in de regio Den Haag en was hij lid van de Posthoorngroep, de Haagse Kunstkring en de Pulchri Studio. Vanaf 1955 sloot hij zich ook aan bij de Liga Nieuw Beelden.